# Skeppsbron

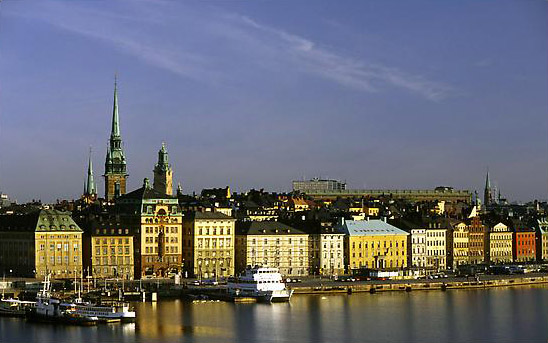
Skeppsbron.

Skeppsbron (en sueco, "Puente del Barco") es una calle situada en Gamla stan, el centro histórico de Estocolmo, capital de Suecia, que se extiende desde el puente Strömbron, frente al Palacio Real, hacia el sur hasta Slussen. El muelle Skeppsbrokajen discurre a lo largo de la calle. Varias callejuelas conectan Skeppsbron con la calle Österlånggatan.

## Historia

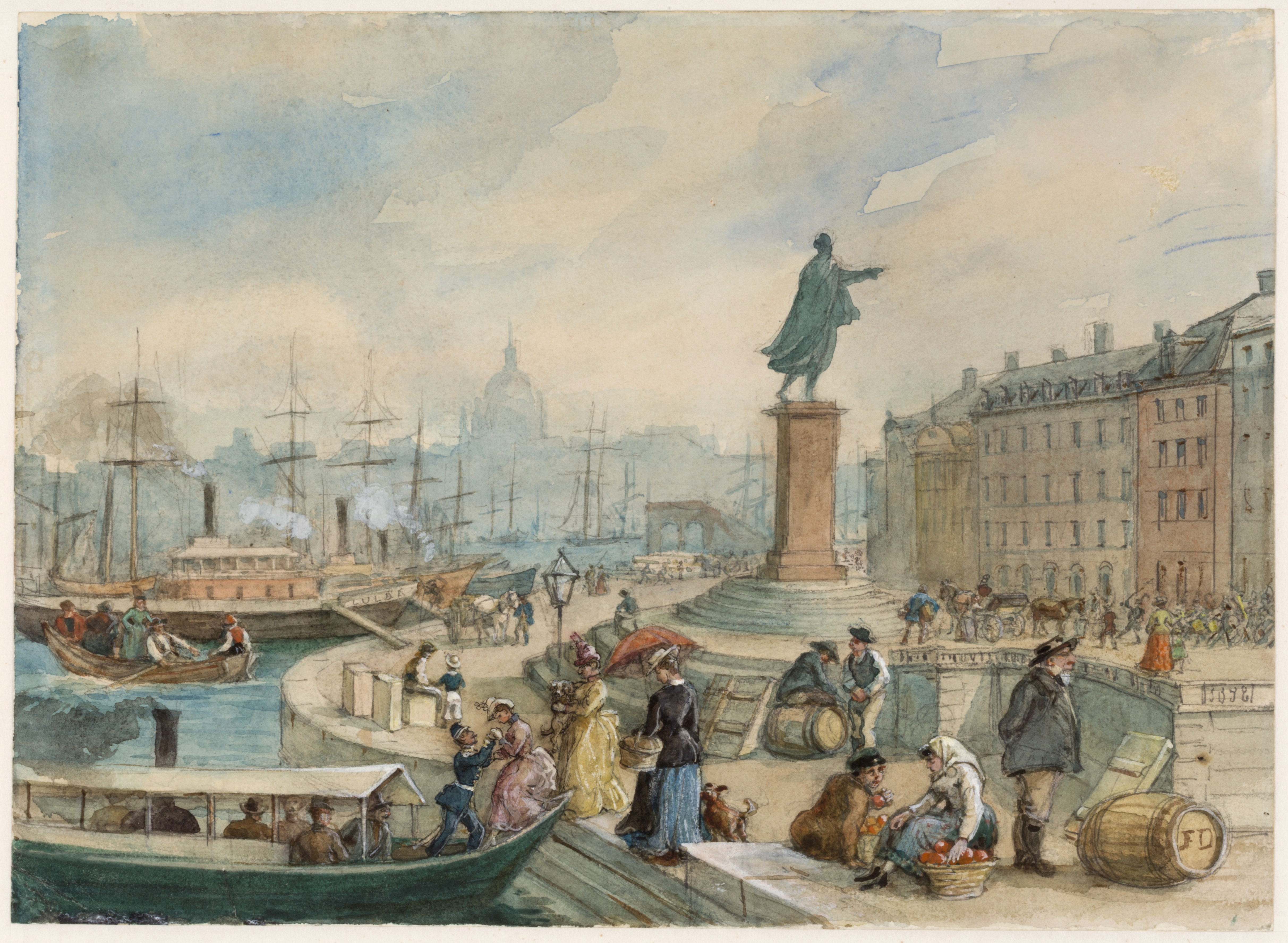
Acuarela de Skeppsbron y la estatua de Gustavo III pintada por Fritz von Dardel, 1860.

Skeppsbron se menciona como Stadzbron en 1592, Skeepzbroon en 1647, y finalmente Skeppsbron en 1961. Aunque ningún documento histórico sabe decir cuándo ni por qué se tomó la decisión de urbanizar el paseo marítimo este de Stadsholmen de acuerdo con las pretensiones de convertir la nación en una gran potencia, se sabe que esta urbanización empezó durante la década de 1630 y se acepta generalmente que se hizo por voluntad del Rey Gustavo II Adolfo (1594–1632). La nueva calle, construida en tierras ganadas al mar, fue agregada a la ciudad y se prolongaron hasta ella algunas calles más antiguas que se extendían desde Österlånggatan hasta el antiguo ayuntamiento.
Se han encontrado postes asociados con un antiguo muelle anterior al actual a unos cien metros del muelle actual. Se llamó Koggabron (véase coca) o stadens allmänningsbro ("el puente común de la ciudad").
El muelle de piedra fue completado en 1854 por Nils Ericson. Actualmente “Skeppsbron” se refiere a la calle que atraviesa el muelle, mientras que la zona portuaria en su exterior se llama Skeppsbrokajen.
Un antiguo mercado de pescado, que se encontraba entre las actuales Nygränd y Brunnsgränd, fue el mercado más grande de Gamla stan durante la Edad Media. En esa época estaba conectado directamente con Stortorget ("La Gran Plaza"), la plaza del mercado, mediante Köpmangatan ("Calle de los Comerciantes"). Este mercado de pescado fue derribado y sustituido por un bloque de viviendas en la década de 1520.

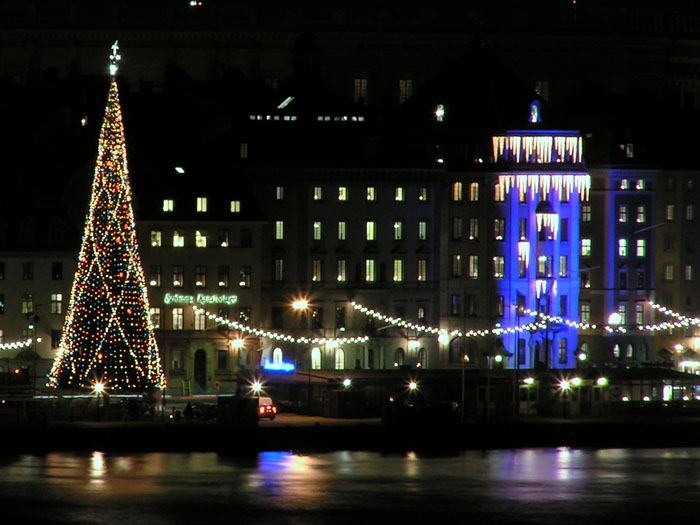
El gran árbol de Navidad en Skeppsbron.

Skeppsbron siguió siendo el centro principal del comercio marítimo de la ciudad hasta principios del siglo XX. Aunque Kinnevik ha decorado Skeppsbron con uno de los árboles de Navidad más grandes del mundo desde hace diez años, Skeppsbron es cruzado en la actualidad por una importante ruta de tráfico y es poco popular entre los peatones. Se han presentado propuestas para revitalizar la zona añadiendo nuevas zonas comerciales, residenciales y ferries.

## Edificios destacados
- El Palacio Real de Estocolmo, y frente a Slottsbacken la estatua de Gustavo III (1746–1792) de Tobias Sergel (1740–1814) inaugurada en 1808. Está realizada en bronce y muestra a los reyes desembarcando en el muelle tras la Guerra Ruso-Sueca de 1788-90. Esta estatua se inspiró en el Apolo de Belvedere, y su autor dijo que "está en movimiento, sosteniendo un timón en una mano, mientras que con la otra ofrece una rama de olivo que significa paz. Lleva un uniforme de la marina con una gran capa sujeta en el hombro izquierdo."[6][7]

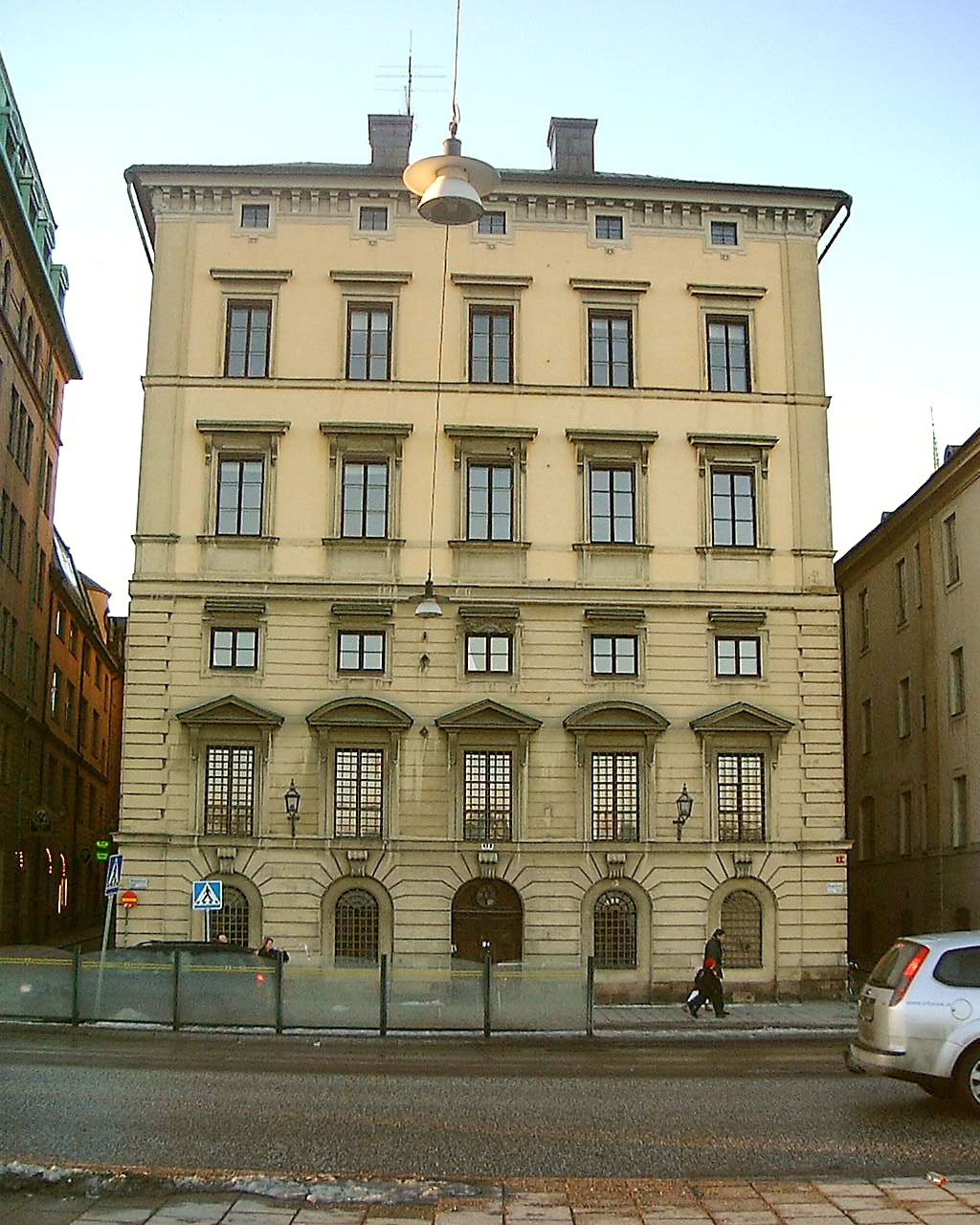
Fachada este de Södra Bankohuset.

- N.º 20: Brandstodsbolagets hus ("Casa de la Aseguradora contra Incendios"), diseñada por Isak Gustaf Clason (1856–1930) y construida a comienzos del siglo XX en el estilo de Tessin el Joven. Las exigencias de explotación de la era moderna hicieron que el edificio fuera desproporcionadamente grande para su ubicación cuando se completó, problema resuelto con la adopción de esta misma escala por otros edificios de la calle.[8]

- N.º 42B: Södra Bankohuset ("Edificio del Banco del Sur"), antiguamente Banco de Suecia, diseñado por Nicodemus Tessin el Viejo y construido entre 1663 y 1680, reconstruido en 1738 según el proyecto de Carl Hårleman (1700–1753).[3]

- N.º 48: Räntmästartrappan (que significa "Escaleras del Director de la Administración Financiera"), llamado así por un edificio que se encontraba en la esquina sur de Skeppsbron y las escaleras que conducen a su entrada principal. El edificio se situaba al sur de una callejuela histórica llamada Räntmästergränden que pasaba por el edificio actual en esta ubicación.

Este último nombre también se usa para referirse a la zona del muelle desde donde salen los ferries hacia Djurgården. La escultura "Dios del mar" (Sjöguden) de granito rojo, realizada por Carl Milles (1875–1955) que se encuentra en el muelle, es de 1913 y muestra un monstruo con una amplia sonrisa apretando una sirena hacia su pecho. Esta escultura es la única de las muchas propuestas similares del artista llevadas a cabo.

## Galería de imágenes

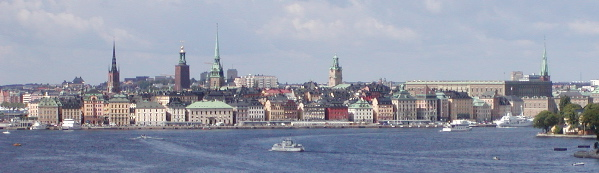
Vista panorámica de Skeppsbron.